# Guyanagaster necrorhizus
Guyanagaster necrorhizus — вид агарикальних грибів родини фізалакрієвих (Physalacriaceae). Назва вперше опублікована 2010 року.

## Поширення
Ендемік Гаяни. Росте на гниючих коренях дерев Dicymbe corymbosa та Dicymbe altsonii, між мінеральним ґрунтом та листовою підстилкою.